# Hypericum xylosteifolium
Hypericum xylosteifolium är en johannesörtsväxtart som först beskrevs av Édouard Spach, och fick sitt nu gällande namn av Robson. Hypericum xylosteifolium ingår i släktet johannesörter, och familjen johannesörtsväxter. Inga underarter finns listade i Catalogue of Life.